# فرونگوچ
فرونگوچ (به انگلیسی: Frongoch) یک روستا در بریتانیا است که در گوینز واقع شده‌است.